# 테루아르

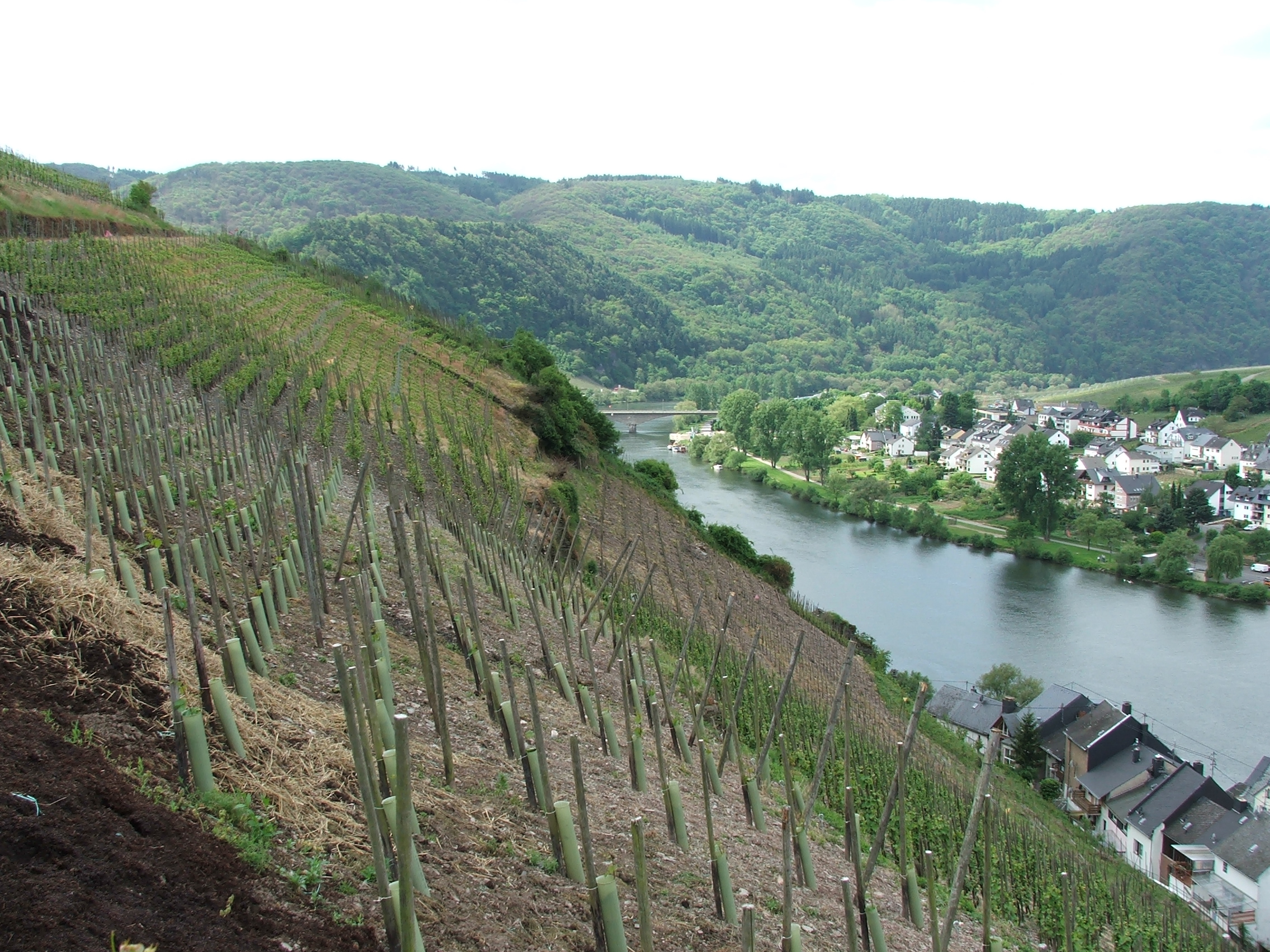
테루아르

테루아르(프랑스어: terroir)는 포도주, 커피 등이 만들어지는 자연 환경 또는 자연 환경으로 인한 포도주의 독특한 향미를 말한다.

## 같이 보기
- 생태지역
- 서식지